# Temporada 2002-2003 de l'EC Granollers
Amb el títol de campió de la Primera Divisió Catalana sota el braç, l'Esport Club Granollers enceta una nova etapa al Grup V de la Tercera Divisió. Ramon Mayo, debutant a la categoria, enfoca la temporada amb la cautela del nouvingut i malgrat disposar del pressupost més baix de la categoria (90.000 euros) aconsegueix consolidar l'equip a la zona tranquil·la de la taula, utilitzant un grup de jugadors molt jove amb una mitjana d'edat de 21 anys. La notable baixa d'Enric Pi, nou jugador del RCD Mallorca B, es supleix amb el fitxatge de Pep Puigdesens, format al planter espanyolista, després que aquest rebutgés l'oferta del Palamós CF de Dmitry Piterman. Al tram final de la lliga i amb la permanència ja assegurada, Mayo comença a preparar la següent campanya fent pujar pràcticament a mig equip juvenil. Comença a prendre cos el bloc que assolirà el playoff d'ascens a la Segona Divisió B.

## Fets destacats
2003
- 16 de març: el porter Manel Ochoa ha de rebre 18 punts de sutura arran d'un cop amb el davanter Juli Sunyer Serrat del Girona FC.[3]

## Plantilla
| Núm. | Pos. |           | Jugador                          | Procedència       | Temporada |
| ---- | ---- | --------- | -------------------------------- | ----------------- | --------- |
|      | POR  | Catalunya | Manel Ochoa Jufré                | UE Vic            | 2001-2002 |
|      | POR  | Catalunya | Álvaro Pelegero Alcaide          | CE Mataró (cedit) | 2002-2003 |
|      | POR  | Catalunya | Marc Bellés Castellà             | juvenil           | 2002-2003 |
|      | DEF  | Catalunya | Òscar Gely Casabosca             | juvenil           | 1999-2000 |
|      | DEF  | Catalunya | Albert Masoliver López           | juvenil           | 2000-2001 |
|      | DEF  | Catalunya | Elies Martí Coderch              | UE Vic            | 2001-2002 |
|      | DEF  | Catalunya | Marc Verdaguer Arboix            | UE Vic            | 2001-2002 |
|      | DEF  | Catalunya | Xavier Pérez Soler               | CD Masnou         | 2001-2002 |
|      | DEF  | Catalunya | Joan Antoni Espiñeira López      | AEC Manlleu       | 2002-2003 |
|      | DEF  | Catalunya | Roger Bellavista Fortuny         | juvenil           | 2002-2003 |
|      | DEF  | Catalunya | Carles Crivillé Pedrero          | juvenil           | 2002-2003 |
|      | DEF  | Catalunya | Rubén Salvador McCafferty Myles  | juvenil           | 2002-2003 |
|      | MIG  | Catalunya | Sergi Antolín González           | juvenil           | 2000-2001 |
|      | MIG  | Catalunya | Francisco Javier Rubio Rodríguez | juvenil           | 2000-2001 |
|      | MIG  | Catalunya | Oriol Vila Martí                 | AEC Manlleu       | 2001-2002 |
|      | MIG  | Catalunya | David Montiel Salcedo 'Monti'    | CE Júpiter        | 2001-2002 |
|      | MIG  | Catalunya | Jordi Puig López 'Putxe'         | UE Vic            | 2001-2002 |
|      | MIG  | Catalunya | Ramon Seco Regaña                | UE Sant Andreu    | 2002-2003 |
|      | MIG  | Catalunya | Javier Vázquez Molano            | UE Canovelles     | 2002-2003 |
|      | MIG  | Catalunya | Josep Maria Santaella Huertas    | UE Olot           | 2002-2003 |
|      | MIG  | Catalunya | Sergio Navarro Justo             | juvenil           | 2002-2003 |
|      | MIG  | Catalunya | Fabià Millán Coll                | juvenil           | 2002-2003 |
|      | MIG  | Catalunya | Albert Carcedo Roncero           | juvenil           | 2002-2003 |
|      | DAV  | Catalunya | Esteban Castaño Jiménez 'Estivi' | UE Vic            | 2001-2002 |
|      | DAV  | Guinea    | Moustapha Kourouma               |                   | 2001-2002 |
|      | DAV  | Catalunya | Manel Guerrero Arca              | CE Mataró (cedit) | 2002-2003 |
|      | DAV  | Catalunya | Josep Puigdesens Aragall         | CE Mataró         | 2002-2003 |
|      | DAV  | Catalunya | Rubén Soler Navas                | FC Barcelona C    | 2002-2003 |
|      | DAV  | Catalunya | Eduard Partida Sabí              | juvenil           | 2002-2003 |
|      | DAV  | Catalunya | Manel Sala de la Torre           | juvenil           | 2002-2003 |
|      | DAV  | Catalunya | David Barbancho García           | juvenil           | 2002-2003 |

Altres jugadors utilitzats a la pretemporada: Javier Jiménez Galán (juvenil), Jesús 'Chus' Durán Samblás (juvenil), Gerard Colomo Barreiro (juvenil), Alejandro Pérez Quesada (juvenil). 

Llegenda:  ·   Capità  ·   Juvenil  ·   Lesionat  ·   Altes  ·   Passaport europeu  ·   Extracomunitari  ·   Extracomunitari sense restricció
| Baixes 2001-2002       | Destinació       |
| Ricard Segarra Aragay  | retirat          |
| Enric Pi Solà          | RCD Mallorca B   |
| Arnau Maldonado García | CE Lliçà d'Amunt |
| Rubén Soler Navas      | FC Barcelona C   |
| Francesc Pla Reig      | UD Taradell      |
| Marc Rodríguez Missé   | UA Horta (cedit) |
| Carlos García Campos   | UA Horta         |
| Miquel Poyatos         |                  |

| Baixes 2002-2003           | Destinació              |
| Javier Jiménez Galán       | (cedit)                 |
| Jesús 'Chus' Durán Samblás | UE Cerdanyola de Mataró |
| Gerard Colomo Barreiro     | UE Cerdanyola de Mataró |
| Albert Masoliver López     | UE Hostalets d'en Bas   |
| Ramon Seco Regaña          | UE Vic                  |
| Jordi Puig López 'Putxe'   |                         |

| Jornades | 01 | 02 | 03 | 04 | 05 | 06 | 07 | 08 | 09 | 10 | 11 | 12 | 13 | 14 | 15 | 16 | 17 | 18 | 19 | 20 | 21 | 22 | 23 | 24 | 25 | 26 | 27 | 28 | 29 | 30 | 31 | 32 | 33 | 34 | 35 | 36 | 37 | 38 | Sumatoris       | PJ              | GM | GE | TG  | TV |
| --- | --- | --- | --- | --- | --- | --- | --- | --- | --- | --- | --- | --- | --- | --- | --- | --- | --- | --- | --- | --- | --- | --- | --- | --- | --- | --- | --- | --- | --- | --- | --- | --- | --- | --- | --- | --- | --- | --- | --------------- | --------------- | -- | -- | --- | -- |
| Estivi | E | T | S | S | | E | E | E | E | E | E | S | S | T | S | T | T | T | S | T | T | T | T | S | E | T | T | E | T | T | S | | | T | T | T | T | T | Estivi          | 35              | 8  |    | 2   |    |
| Puigdesens | T | T | T | T | T | T | T | T | T | S | T | T | T | T | T | T | T | S | E | E | E | | | E | T | | E | T | S | S | T | T | T | E | T | | T | S | Puigdesens      | 34              | 10 |    | 10  |    |
| Xavi Pérez | T | T | T | T | T | T | | E | E | T | S | T | T | T | T | ES | S | T | T | | | T | E | T | S | S | E | | T | T | T | T | T | T | S | T | S | T | Xavi Pérez      | 34              |    |    | 6   |    |
| Antolín | T | T | T | T | T | T | T | T | T | T | T | S | T | | T | T | T | T | T | T | | S | T | T | T | E | S | | T | T | T | T | T | T | | | | T | Antolín         | 32              | 8  |    | 16  |    |
| Guerrero | T | T | T | T | T | T | T | T | S | E | E | T | | E | T | T | T | T | | | E | T | T | T | T | | | E | T | T | | E | T | | T | T | E | T | Guerrero        | 31              | 3  |    | 7   | 1  |
| Monti | E | S | S | E | E | E | | S | | | | T | S | S | S | T | S | S | S | S | T | S | S | E | S | S | T | | | E | S | | S | S | E | S | E | T | Monti           | 31              | 3  |    | 8   | 1  |
| Rubén Soler | | | | | | | S | S | | E | E | E | E | T | E | E | S | E | E | | S | E | E | T | S | T | S | T | | E | T | S | E | E | S | S | T | E | Rubén Soler     | 29              | 6  |    | 6   |    |
| Gely | T | T | T | T | T | T | T | S | | S | | | | | | | E | S | T | T | T | T | T | T | T | T | | T | T | T | T | T | T | T | T | T | S | | Gely            | 29              | 4  |    | 9   |    |
| Bellavista | | | | | E | | T | | E | T | T | T | T | T | T | S | | | T | T | T | | S | S | E | T | T | | T | T | T | T | T | T | T | T | T | T | Bellavista      | 28              | 2  |    | 8   | 1  |
| Toni Espiñeira | T | T | T | T | S | T | | T | S | | | | T | | T | T | T | T | T | S | | T | T | T | T | | T | T | T | T | T | S | | | | | | | Toni Espiñeira  | 25              | 2  |    | 6   |    |
| Elies | T | | E | S | T | T | T | T | T | T | T | | T | T | | T | T | T | T | T | | | T | T | T | T | T | S | | | | | | | | | S | T | Elies           | 25              | 2  |    | 10  | 2  |
| Pelegero | T | | | | | | | | | T | T | T | T | T | T | T | T | T | T | T | T | | | T | T | T | T | T | E | T | T | T | | | | | T | T | Pelegero        | 24              |    | 30 |     |    |
| Oriol Vila | | | E | E | | S | | | T | T | T | S | S | E | | | E | | | T | | E | | S | E | E | S | | | | | | T | | S | E | T | S | Oriol Vila      | 21              | 2  |    | 6   |    |
| Crivillé | T | E | | | E | S | T | T | T | T | T | T | | T | T | T | T | | | | T | T | | | | S | T | T | S | | | | | | | | | E | Crivillé        | 21              | 1  |    | 4   |    |
| Marc Verdaguer | | T | T | T | S | | E | | T | | S | T | | | | | | E | | E | S | | | | | T | T | T | T | S | S | | S | T | | | T | S | Marc Verdaguer  | 21              |    |    | 11  | 2  |
| Vázquez | | | | | | | E | T | S | S | S | | E | S | S | S | E | T | T | S | | | | | | E | | | E | S | E | | | S | | S | | | Vázquez         | 19              | 1  |    | 5   |    |
| Putxe | S | | E | E | | E | S | | T | T | T | E | T | S | E | E | | | T | T | T | | E | | | | | | | | | | | | | | | | Putxe           | 17              |    |    | 6   |    |
| Fran Rubio | | | | | | | | | | | | E | E | | | | | E | | E | T | T | S | E | T | T | | S | | E | E | T | E | E | | | | | Fran Rubio      | 16              |    |    | 2   |    |
| Ochoa | | T | T | T | T | T | T | T | T | | | | | | | | | | | | | T | T | | | | | | S | | | | | | T | T | | | Ochoa           | 13              |    | 20 | 1   |    |
| Rubén Salvador | | | | | | | | | | | | | | | | | | | | | S | T | T | | | | | T | E | | E | T | S | | T | T | | | Rubén Salvador  | 10              |    |    | 5   |    |
| Ramon Seco | | S | S | S | T | S | S | E | | | | | | | E | E | | | | | E | | | | | | | | | | | | | | | | | | Ramon Seco      | 10              |    |    |     |    |
| Navarro | | | | | | | | | | | | | | | | | | | | | | | | | | | | | | | | E | E | T | T | T | T | E | Navarro         | 7               | 1  |    | 4   |    |
| Fabià | | | | | | | | | | | | | | | | | | | | | | | | | | | | | | | | S | | S | E | E | | | Fabià           | 4               |    |    | 1   |    |
| Carcedo | | | | | | | | | | | | | | | | | | | | | | | | | | | E | E | | | | E | | | | | | | Carcedo         | 3               |    |    |     |    |
| Masoliver | S | E | | | S | | | | | | | | | | | | | | | | | | | | | | | | | | | | | | | | | | Masoliver       | 3               |    |    |     |    |
| Edu Partida | | | | | | | | | | | | | | | | | | | | | | | | | | | | | | | | | | | E | E | | | Edu Partida     | 2               |    |    |     |    |
| Marc Bellés | | | | | | | | | | | | | | | | | | | | | | | | | | | | | | | | | T | T | | | | | Marc Bellés     | 2               |    | 4  | 1   |    |
| Manel Sala | | | | | | | | | | | | | | | | | | | | | | | | | | | | S | | | | | | | | | | | Manel Sala      | 1               |    |    |     |    |
| Barbancho | | | | | | | | | | | | | | | | | | | | | | | | | | | | | | | | | | | | | E | | Barbancho       | 1               |    |    |     |    |
| Kourouma | | | | | | | | | | | | | | | | | | | | | | | | | | | | | | | | | | | | | | | Kourouma        | -               |    |    |     |    |
| Santaella | | | | | | | | | | | | | | | | | | | | | | | | | | | | | | | | | | | | | | | Santaella       | -               |    |    |     |    |
| T:titular, S:surt, E:entra, ES:entra i surt, PJ:partits jugats, GM:gols marcats, GE:gols encaixats, TG:targetes grogues, TV:targetes vermelles \| groga \| groga + groga \| groga + vermella \| vermella \| sanció \| lesió \| baixa \| | T:titular, S:surt, E:entra, ES:entra i surt, PJ:partits jugats, GM:gols marcats, GE:gols encaixats, TG:targetes grogues, TV:targetes vermelles \| groga \| groga + groga \| groga + vermella \| vermella \| sanció \| lesió \| baixa \| | T:titular, S:surt, E:entra, ES:entra i surt, PJ:partits jugats, GM:gols marcats, GE:gols encaixats, TG:targetes grogues, TV:targetes vermelles \| groga \| groga + groga \| groga + vermella \| vermella \| sanció \| lesió \| baixa \| | T:titular, S:surt, E:entra, ES:entra i surt, PJ:partits jugats, GM:gols marcats, GE:gols encaixats, TG:targetes grogues, TV:targetes vermelles \| groga \| groga + groga \| groga + vermella \| vermella \| sanció \| lesió \| baixa \| | T:titular, S:surt, E:entra, ES:entra i surt, PJ:partits jugats, GM:gols marcats, GE:gols encaixats, TG:targetes grogues, TV:targetes vermelles \| groga \| groga + groga \| groga + vermella \| vermella \| sanció \| lesió \| baixa \| | T:titular, S:surt, E:entra, ES:entra i surt, PJ:partits jugats, GM:gols marcats, GE:gols encaixats, TG:targetes grogues, TV:targetes vermelles \| groga \| groga + groga \| groga + vermella \| vermella \| sanció \| lesió \| baixa \| | T:titular, S:surt, E:entra, ES:entra i surt, PJ:partits jugats, GM:gols marcats, GE:gols encaixats, TG:targetes grogues, TV:targetes vermelles \| groga \| groga + groga \| groga + vermella \| vermella \| sanció \| lesió \| baixa \| | T:titular, S:surt, E:entra, ES:entra i surt, PJ:partits jugats, GM:gols marcats, GE:gols encaixats, TG:targetes grogues, TV:targetes vermelles \| groga \| groga + groga \| groga + vermella \| vermella \| sanció \| lesió \| baixa \| | T:titular, S:surt, E:entra, ES:entra i surt, PJ:partits jugats, GM:gols marcats, GE:gols encaixats, TG:targetes grogues, TV:targetes vermelles \| groga \| groga + groga \| groga + vermella \| vermella \| sanció \| lesió \| baixa \| | T:titular, S:surt, E:entra, ES:entra i surt, PJ:partits jugats, GM:gols marcats, GE:gols encaixats, TG:targetes grogues, TV:targetes vermelles \| groga \| groga + groga \| groga + vermella \| vermella \| sanció \| lesió \| baixa \| | T:titular, S:surt, E:entra, ES:entra i surt, PJ:partits jugats, GM:gols marcats, GE:gols encaixats, TG:targetes grogues, TV:targetes vermelles \| groga \| groga + groga \| groga + vermella \| vermella \| sanció \| lesió \| baixa \| | T:titular, S:surt, E:entra, ES:entra i surt, PJ:partits jugats, GM:gols marcats, GE:gols encaixats, TG:targetes grogues, TV:targetes vermelles \| groga \| groga + groga \| groga + vermella \| vermella \| sanció \| lesió \| baixa \| | T:titular, S:surt, E:entra, ES:entra i surt, PJ:partits jugats, GM:gols marcats, GE:gols encaixats, TG:targetes grogues, TV:targetes vermelles \| groga \| groga + groga \| groga + vermella \| vermella \| sanció \| lesió \| baixa \| | T:titular, S:surt, E:entra, ES:entra i surt, PJ:partits jugats, GM:gols marcats, GE:gols encaixats, TG:targetes grogues, TV:targetes vermelles \| groga \| groga + groga \| groga + vermella \| vermella \| sanció \| lesió \| baixa \| | T:titular, S:surt, E:entra, ES:entra i surt, PJ:partits jugats, GM:gols marcats, GE:gols encaixats, TG:targetes grogues, TV:targetes vermelles \| groga \| groga + groga \| groga + vermella \| vermella \| sanció \| lesió \| baixa \| | T:titular, S:surt, E:entra, ES:entra i surt, PJ:partits jugats, GM:gols marcats, GE:gols encaixats, TG:targetes grogues, TV:targetes vermelles \| groga \| groga + groga \| groga + vermella \| vermella \| sanció \| lesió \| baixa \| | T:titular, S:surt, E:entra, ES:entra i surt, PJ:partits jugats, GM:gols marcats, GE:gols encaixats, TG:targetes grogues, TV:targetes vermelles \| groga \| groga + groga \| groga + vermella \| vermella \| sanció \| lesió \| baixa \| | T:titular, S:surt, E:entra, ES:entra i surt, PJ:partits jugats, GM:gols marcats, GE:gols encaixats, TG:targetes grogues, TV:targetes vermelles \| groga \| groga + groga \| groga + vermella \| vermella \| sanció \| lesió \| baixa \| | T:titular, S:surt, E:entra, ES:entra i surt, PJ:partits jugats, GM:gols marcats, GE:gols encaixats, TG:targetes grogues, TV:targetes vermelles \| groga \| groga + groga \| groga + vermella \| vermella \| sanció \| lesió \| baixa \| | T:titular, S:surt, E:entra, ES:entra i surt, PJ:partits jugats, GM:gols marcats, GE:gols encaixats, TG:targetes grogues, TV:targetes vermelles \| groga \| groga + groga \| groga + vermella \| vermella \| sanció \| lesió \| baixa \| | T:titular, S:surt, E:entra, ES:entra i surt, PJ:partits jugats, GM:gols marcats, GE:gols encaixats, TG:targetes grogues, TV:targetes vermelles \| groga \| groga + groga \| groga + vermella \| vermella \| sanció \| lesió \| baixa \| | T:titular, S:surt, E:entra, ES:entra i surt, PJ:partits jugats, GM:gols marcats, GE:gols encaixats, TG:targetes grogues, TV:targetes vermelles \| groga \| groga + groga \| groga + vermella \| vermella \| sanció \| lesió \| baixa \| | T:titular, S:surt, E:entra, ES:entra i surt, PJ:partits jugats, GM:gols marcats, GE:gols encaixats, TG:targetes grogues, TV:targetes vermelles \| groga \| groga + groga \| groga + vermella \| vermella \| sanció \| lesió \| baixa \| | T:titular, S:surt, E:entra, ES:entra i surt, PJ:partits jugats, GM:gols marcats, GE:gols encaixats, TG:targetes grogues, TV:targetes vermelles \| groga \| groga + groga \| groga + vermella \| vermella \| sanció \| lesió \| baixa \| | T:titular, S:surt, E:entra, ES:entra i surt, PJ:partits jugats, GM:gols marcats, GE:gols encaixats, TG:targetes grogues, TV:targetes vermelles \| groga \| groga + groga \| groga + vermella \| vermella \| sanció \| lesió \| baixa \| | T:titular, S:surt, E:entra, ES:entra i surt, PJ:partits jugats, GM:gols marcats, GE:gols encaixats, TG:targetes grogues, TV:targetes vermelles \| groga \| groga + groga \| groga + vermella \| vermella \| sanció \| lesió \| baixa \| | T:titular, S:surt, E:entra, ES:entra i surt, PJ:partits jugats, GM:gols marcats, GE:gols encaixats, TG:targetes grogues, TV:targetes vermelles \| groga \| groga + groga \| groga + vermella \| vermella \| sanció \| lesió \| baixa \| | T:titular, S:surt, E:entra, ES:entra i surt, PJ:partits jugats, GM:gols marcats, GE:gols encaixats, TG:targetes grogues, TV:targetes vermelles \| groga \| groga + groga \| groga + vermella \| vermella \| sanció \| lesió \| baixa \| | T:titular, S:surt, E:entra, ES:entra i surt, PJ:partits jugats, GM:gols marcats, GE:gols encaixats, TG:targetes grogues, TV:targetes vermelles \| groga \| groga + groga \| groga + vermella \| vermella \| sanció \| lesió \| baixa \| | T:titular, S:surt, E:entra, ES:entra i surt, PJ:partits jugats, GM:gols marcats, GE:gols encaixats, TG:targetes grogues, TV:targetes vermelles \| groga \| groga + groga \| groga + vermella \| vermella \| sanció \| lesió \| baixa \| | T:titular, S:surt, E:entra, ES:entra i surt, PJ:partits jugats, GM:gols marcats, GE:gols encaixats, TG:targetes grogues, TV:targetes vermelles \| groga \| groga + groga \| groga + vermella \| vermella \| sanció \| lesió \| baixa \| | T:titular, S:surt, E:entra, ES:entra i surt, PJ:partits jugats, GM:gols marcats, GE:gols encaixats, TG:targetes grogues, TV:targetes vermelles \| groga \| groga + groga \| groga + vermella \| vermella \| sanció \| lesió \| baixa \| | T:titular, S:surt, E:entra, ES:entra i surt, PJ:partits jugats, GM:gols marcats, GE:gols encaixats, TG:targetes grogues, TV:targetes vermelles \| groga \| groga + groga \| groga + vermella \| vermella \| sanció \| lesió \| baixa \| | T:titular, S:surt, E:entra, ES:entra i surt, PJ:partits jugats, GM:gols marcats, GE:gols encaixats, TG:targetes grogues, TV:targetes vermelles \| groga \| groga + groga \| groga + vermella \| vermella \| sanció \| lesió \| baixa \| | T:titular, S:surt, E:entra, ES:entra i surt, PJ:partits jugats, GM:gols marcats, GE:gols encaixats, TG:targetes grogues, TV:targetes vermelles \| groga \| groga + groga \| groga + vermella \| vermella \| sanció \| lesió \| baixa \| | T:titular, S:surt, E:entra, ES:entra i surt, PJ:partits jugats, GM:gols marcats, GE:gols encaixats, TG:targetes grogues, TV:targetes vermelles \| groga \| groga + groga \| groga + vermella \| vermella \| sanció \| lesió \| baixa \| | T:titular, S:surt, E:entra, ES:entra i surt, PJ:partits jugats, GM:gols marcats, GE:gols encaixats, TG:targetes grogues, TV:targetes vermelles \| groga \| groga + groga \| groga + vermella \| vermella \| sanció \| lesió \| baixa \| | T:titular, S:surt, E:entra, ES:entra i surt, PJ:partits jugats, GM:gols marcats, GE:gols encaixats, TG:targetes grogues, TV:targetes vermelles \| groga \| groga + groga \| groga + vermella \| vermella \| sanció \| lesió \| baixa \| | T:titular, S:surt, E:entra, ES:entra i surt, PJ:partits jugats, GM:gols marcats, GE:gols encaixats, TG:targetes grogues, TV:targetes vermelles \| groga \| groga + groga \| groga + vermella \| vermella \| sanció \| lesió \| baixa \| | En pròpia porta | En pròpia porta |    |    |     |    |
| T:titular, S:surt, E:entra, ES:entra i surt, PJ:partits jugats, GM:gols marcats, GE:gols encaixats, TG:targetes grogues, TV:targetes vermelles \| groga \| groga + groga \| groga + vermella \| vermella \| sanció \| lesió \| baixa \| | T:titular, S:surt, E:entra, ES:entra i surt, PJ:partits jugats, GM:gols marcats, GE:gols encaixats, TG:targetes grogues, TV:targetes vermelles \| groga \| groga + groga \| groga + vermella \| vermella \| sanció \| lesió \| baixa \| | T:titular, S:surt, E:entra, ES:entra i surt, PJ:partits jugats, GM:gols marcats, GE:gols encaixats, TG:targetes grogues, TV:targetes vermelles \| groga \| groga + groga \| groga + vermella \| vermella \| sanció \| lesió \| baixa \| | T:titular, S:surt, E:entra, ES:entra i surt, PJ:partits jugats, GM:gols marcats, GE:gols encaixats, TG:targetes grogues, TV:targetes vermelles \| groga \| groga + groga \| groga + vermella \| vermella \| sanció \| lesió \| baixa \| | T:titular, S:surt, E:entra, ES:entra i surt, PJ:partits jugats, GM:gols marcats, GE:gols encaixats, TG:targetes grogues, TV:targetes vermelles \| groga \| groga + groga \| groga + vermella \| vermella \| sanció \| lesió \| baixa \| | T:titular, S:surt, E:entra, ES:entra i surt, PJ:partits jugats, GM:gols marcats, GE:gols encaixats, TG:targetes grogues, TV:targetes vermelles \| groga \| groga + groga \| groga + vermella \| vermella \| sanció \| lesió \| baixa \| | T:titular, S:surt, E:entra, ES:entra i surt, PJ:partits jugats, GM:gols marcats, GE:gols encaixats, TG:targetes grogues, TV:targetes vermelles \| groga \| groga + groga \| groga + vermella \| vermella \| sanció \| lesió \| baixa \| | T:titular, S:surt, E:entra, ES:entra i surt, PJ:partits jugats, GM:gols marcats, GE:gols encaixats, TG:targetes grogues, TV:targetes vermelles \| groga \| groga + groga \| groga + vermella \| vermella \| sanció \| lesió \| baixa \| | T:titular, S:surt, E:entra, ES:entra i surt, PJ:partits jugats, GM:gols marcats, GE:gols encaixats, TG:targetes grogues, TV:targetes vermelles \| groga \| groga + groga \| groga + vermella \| vermella \| sanció \| lesió \| baixa \| | T:titular, S:surt, E:entra, ES:entra i surt, PJ:partits jugats, GM:gols marcats, GE:gols encaixats, TG:targetes grogues, TV:targetes vermelles \| groga \| groga + groga \| groga + vermella \| vermella \| sanció \| lesió \| baixa \| | T:titular, S:surt, E:entra, ES:entra i surt, PJ:partits jugats, GM:gols marcats, GE:gols encaixats, TG:targetes grogues, TV:targetes vermelles \| groga \| groga + groga \| groga + vermella \| vermella \| sanció \| lesió \| baixa \| | T:titular, S:surt, E:entra, ES:entra i surt, PJ:partits jugats, GM:gols marcats, GE:gols encaixats, TG:targetes grogues, TV:targetes vermelles \| groga \| groga + groga \| groga + vermella \| vermella \| sanció \| lesió \| baixa \| | T:titular, S:surt, E:entra, ES:entra i surt, PJ:partits jugats, GM:gols marcats, GE:gols encaixats, TG:targetes grogues, TV:targetes vermelles \| groga \| groga + groga \| groga + vermella \| vermella \| sanció \| lesió \| baixa \| | T:titular, S:surt, E:entra, ES:entra i surt, PJ:partits jugats, GM:gols marcats, GE:gols encaixats, TG:targetes grogues, TV:targetes vermelles \| groga \| groga + groga \| groga + vermella \| vermella \| sanció \| lesió \| baixa \| | T:titular, S:surt, E:entra, ES:entra i surt, PJ:partits jugats, GM:gols marcats, GE:gols encaixats, TG:targetes grogues, TV:targetes vermelles \| groga \| groga + groga \| groga + vermella \| vermella \| sanció \| lesió \| baixa \| | T:titular, S:surt, E:entra, ES:entra i surt, PJ:partits jugats, GM:gols marcats, GE:gols encaixats, TG:targetes grogues, TV:targetes vermelles \| groga \| groga + groga \| groga + vermella \| vermella \| sanció \| lesió \| baixa \| | T:titular, S:surt, E:entra, ES:entra i surt, PJ:partits jugats, GM:gols marcats, GE:gols encaixats, TG:targetes grogues, TV:targetes vermelles \| groga \| groga + groga \| groga + vermella \| vermella \| sanció \| lesió \| baixa \| | T:titular, S:surt, E:entra, ES:entra i surt, PJ:partits jugats, GM:gols marcats, GE:gols encaixats, TG:targetes grogues, TV:targetes vermelles \| groga \| groga + groga \| groga + vermella \| vermella \| sanció \| lesió \| baixa \| | T:titular, S:surt, E:entra, ES:entra i surt, PJ:partits jugats, GM:gols marcats, GE:gols encaixats, TG:targetes grogues, TV:targetes vermelles \| groga \| groga + groga \| groga + vermella \| vermella \| sanció \| lesió \| baixa \| | T:titular, S:surt, E:entra, ES:entra i surt, PJ:partits jugats, GM:gols marcats, GE:gols encaixats, TG:targetes grogues, TV:targetes vermelles \| groga \| groga + groga \| groga + vermella \| vermella \| sanció \| lesió \| baixa \| | T:titular, S:surt, E:entra, ES:entra i surt, PJ:partits jugats, GM:gols marcats, GE:gols encaixats, TG:targetes grogues, TV:targetes vermelles \| groga \| groga + groga \| groga + vermella \| vermella \| sanció \| lesió \| baixa \| | T:titular, S:surt, E:entra, ES:entra i surt, PJ:partits jugats, GM:gols marcats, GE:gols encaixats, TG:targetes grogues, TV:targetes vermelles \| groga \| groga + groga \| groga + vermella \| vermella \| sanció \| lesió \| baixa \| | T:titular, S:surt, E:entra, ES:entra i surt, PJ:partits jugats, GM:gols marcats, GE:gols encaixats, TG:targetes grogues, TV:targetes vermelles \| groga \| groga + groga \| groga + vermella \| vermella \| sanció \| lesió \| baixa \| | T:titular, S:surt, E:entra, ES:entra i surt, PJ:partits jugats, GM:gols marcats, GE:gols encaixats, TG:targetes grogues, TV:targetes vermelles \| groga \| groga + groga \| groga + vermella \| vermella \| sanció \| lesió \| baixa \| | T:titular, S:surt, E:entra, ES:entra i surt, PJ:partits jugats, GM:gols marcats, GE:gols encaixats, TG:targetes grogues, TV:targetes vermelles \| groga \| groga + groga \| groga + vermella \| vermella \| sanció \| lesió \| baixa \| | T:titular, S:surt, E:entra, ES:entra i surt, PJ:partits jugats, GM:gols marcats, GE:gols encaixats, TG:targetes grogues, TV:targetes vermelles \| groga \| groga + groga \| groga + vermella \| vermella \| sanció \| lesió \| baixa \| | T:titular, S:surt, E:entra, ES:entra i surt, PJ:partits jugats, GM:gols marcats, GE:gols encaixats, TG:targetes grogues, TV:targetes vermelles \| groga \| groga + groga \| groga + vermella \| vermella \| sanció \| lesió \| baixa \| | T:titular, S:surt, E:entra, ES:entra i surt, PJ:partits jugats, GM:gols marcats, GE:gols encaixats, TG:targetes grogues, TV:targetes vermelles \| groga \| groga + groga \| groga + vermella \| vermella \| sanció \| lesió \| baixa \| | T:titular, S:surt, E:entra, ES:entra i surt, PJ:partits jugats, GM:gols marcats, GE:gols encaixats, TG:targetes grogues, TV:targetes vermelles \| groga \| groga + groga \| groga + vermella \| vermella \| sanció \| lesió \| baixa \| | T:titular, S:surt, E:entra, ES:entra i surt, PJ:partits jugats, GM:gols marcats, GE:gols encaixats, TG:targetes grogues, TV:targetes vermelles \| groga \| groga + groga \| groga + vermella \| vermella \| sanció \| lesió \| baixa \| | T:titular, S:surt, E:entra, ES:entra i surt, PJ:partits jugats, GM:gols marcats, GE:gols encaixats, TG:targetes grogues, TV:targetes vermelles \| groga \| groga + groga \| groga + vermella \| vermella \| sanció \| lesió \| baixa \| | T:titular, S:surt, E:entra, ES:entra i surt, PJ:partits jugats, GM:gols marcats, GE:gols encaixats, TG:targetes grogues, TV:targetes vermelles \| groga \| groga + groga \| groga + vermella \| vermella \| sanció \| lesió \| baixa \| | T:titular, S:surt, E:entra, ES:entra i surt, PJ:partits jugats, GM:gols marcats, GE:gols encaixats, TG:targetes grogues, TV:targetes vermelles \| groga \| groga + groga \| groga + vermella \| vermella \| sanció \| lesió \| baixa \| | T:titular, S:surt, E:entra, ES:entra i surt, PJ:partits jugats, GM:gols marcats, GE:gols encaixats, TG:targetes grogues, TV:targetes vermelles \| groga \| groga + groga \| groga + vermella \| vermella \| sanció \| lesió \| baixa \| | T:titular, S:surt, E:entra, ES:entra i surt, PJ:partits jugats, GM:gols marcats, GE:gols encaixats, TG:targetes grogues, TV:targetes vermelles \| groga \| groga + groga \| groga + vermella \| vermella \| sanció \| lesió \| baixa \| | T:titular, S:surt, E:entra, ES:entra i surt, PJ:partits jugats, GM:gols marcats, GE:gols encaixats, TG:targetes grogues, TV:targetes vermelles \| groga \| groga + groga \| groga + vermella \| vermella \| sanció \| lesió \| baixa \| | T:titular, S:surt, E:entra, ES:entra i surt, PJ:partits jugats, GM:gols marcats, GE:gols encaixats, TG:targetes grogues, TV:targetes vermelles \| groga \| groga + groga \| groga + vermella \| vermella \| sanció \| lesió \| baixa \| | T:titular, S:surt, E:entra, ES:entra i surt, PJ:partits jugats, GM:gols marcats, GE:gols encaixats, TG:targetes grogues, TV:targetes vermelles \| groga \| groga + groga \| groga + vermella \| vermella \| sanció \| lesió \| baixa \| | T:titular, S:surt, E:entra, ES:entra i surt, PJ:partits jugats, GM:gols marcats, GE:gols encaixats, TG:targetes grogues, TV:targetes vermelles \| groga \| groga + groga \| groga + vermella \| vermella \| sanció \| lesió \| baixa \| | Per sanció      | Per sanció      | 3  |    |     |    |
| T:titular, S:surt, E:entra, ES:entra i surt, PJ:partits jugats, GM:gols marcats, GE:gols encaixats, TG:targetes grogues, TV:targetes vermelles \| groga \| groga + groga \| groga + vermella \| vermella \| sanció \| lesió \| baixa \| | T:titular, S:surt, E:entra, ES:entra i surt, PJ:partits jugats, GM:gols marcats, GE:gols encaixats, TG:targetes grogues, TV:targetes vermelles \| groga \| groga + groga \| groga + vermella \| vermella \| sanció \| lesió \| baixa \| | T:titular, S:surt, E:entra, ES:entra i surt, PJ:partits jugats, GM:gols marcats, GE:gols encaixats, TG:targetes grogues, TV:targetes vermelles \| groga \| groga + groga \| groga + vermella \| vermella \| sanció \| lesió \| baixa \| | T:titular, S:surt, E:entra, ES:entra i surt, PJ:partits jugats, GM:gols marcats, GE:gols encaixats, TG:targetes grogues, TV:targetes vermelles \| groga \| groga + groga \| groga + vermella \| vermella \| sanció \| lesió \| baixa \| | T:titular, S:surt, E:entra, ES:entra i surt, PJ:partits jugats, GM:gols marcats, GE:gols encaixats, TG:targetes grogues, TV:targetes vermelles \| groga \| groga + groga \| groga + vermella \| vermella \| sanció \| lesió \| baixa \| | T:titular, S:surt, E:entra, ES:entra i surt, PJ:partits jugats, GM:gols marcats, GE:gols encaixats, TG:targetes grogues, TV:targetes vermelles \| groga \| groga + groga \| groga + vermella \| vermella \| sanció \| lesió \| baixa \| | T:titular, S:surt, E:entra, ES:entra i surt, PJ:partits jugats, GM:gols marcats, GE:gols encaixats, TG:targetes grogues, TV:targetes vermelles \| groga \| groga + groga \| groga + vermella \| vermella \| sanció \| lesió \| baixa \| | T:titular, S:surt, E:entra, ES:entra i surt, PJ:partits jugats, GM:gols marcats, GE:gols encaixats, TG:targetes grogues, TV:targetes vermelles \| groga \| groga + groga \| groga + vermella \| vermella \| sanció \| lesió \| baixa \| | T:titular, S:surt, E:entra, ES:entra i surt, PJ:partits jugats, GM:gols marcats, GE:gols encaixats, TG:targetes grogues, TV:targetes vermelles \| groga \| groga + groga \| groga + vermella \| vermella \| sanció \| lesió \| baixa \| | T:titular, S:surt, E:entra, ES:entra i surt, PJ:partits jugats, GM:gols marcats, GE:gols encaixats, TG:targetes grogues, TV:targetes vermelles \| groga \| groga + groga \| groga + vermella \| vermella \| sanció \| lesió \| baixa \| | T:titular, S:surt, E:entra, ES:entra i surt, PJ:partits jugats, GM:gols marcats, GE:gols encaixats, TG:targetes grogues, TV:targetes vermelles \| groga \| groga + groga \| groga + vermella \| vermella \| sanció \| lesió \| baixa \| | T:titular, S:surt, E:entra, ES:entra i surt, PJ:partits jugats, GM:gols marcats, GE:gols encaixats, TG:targetes grogues, TV:targetes vermelles \| groga \| groga + groga \| groga + vermella \| vermella \| sanció \| lesió \| baixa \| | T:titular, S:surt, E:entra, ES:entra i surt, PJ:partits jugats, GM:gols marcats, GE:gols encaixats, TG:targetes grogues, TV:targetes vermelles \| groga \| groga + groga \| groga + vermella \| vermella \| sanció \| lesió \| baixa \| | T:titular, S:surt, E:entra, ES:entra i surt, PJ:partits jugats, GM:gols marcats, GE:gols encaixats, TG:targetes grogues, TV:targetes vermelles \| groga \| groga + groga \| groga + vermella \| vermella \| sanció \| lesió \| baixa \| | T:titular, S:surt, E:entra, ES:entra i surt, PJ:partits jugats, GM:gols marcats, GE:gols encaixats, TG:targetes grogues, TV:targetes vermelles \| groga \| groga + groga \| groga + vermella \| vermella \| sanció \| lesió \| baixa \| | T:titular, S:surt, E:entra, ES:entra i surt, PJ:partits jugats, GM:gols marcats, GE:gols encaixats, TG:targetes grogues, TV:targetes vermelles \| groga \| groga + groga \| groga + vermella \| vermella \| sanció \| lesió \| baixa \| | T:titular, S:surt, E:entra, ES:entra i surt, PJ:partits jugats, GM:gols marcats, GE:gols encaixats, TG:targetes grogues, TV:targetes vermelles \| groga \| groga + groga \| groga + vermella \| vermella \| sanció \| lesió \| baixa \| | T:titular, S:surt, E:entra, ES:entra i surt, PJ:partits jugats, GM:gols marcats, GE:gols encaixats, TG:targetes grogues, TV:targetes vermelles \| groga \| groga + groga \| groga + vermella \| vermella \| sanció \| lesió \| baixa \| | T:titular, S:surt, E:entra, ES:entra i surt, PJ:partits jugats, GM:gols marcats, GE:gols encaixats, TG:targetes grogues, TV:targetes vermelles \| groga \| groga + groga \| groga + vermella \| vermella \| sanció \| lesió \| baixa \| | T:titular, S:surt, E:entra, ES:entra i surt, PJ:partits jugats, GM:gols marcats, GE:gols encaixats, TG:targetes grogues, TV:targetes vermelles \| groga \| groga + groga \| groga + vermella \| vermella \| sanció \| lesió \| baixa \| | T:titular, S:surt, E:entra, ES:entra i surt, PJ:partits jugats, GM:gols marcats, GE:gols encaixats, TG:targetes grogues, TV:targetes vermelles \| groga \| groga + groga \| groga + vermella \| vermella \| sanció \| lesió \| baixa \| | T:titular, S:surt, E:entra, ES:entra i surt, PJ:partits jugats, GM:gols marcats, GE:gols encaixats, TG:targetes grogues, TV:targetes vermelles \| groga \| groga + groga \| groga + vermella \| vermella \| sanció \| lesió \| baixa \| | T:titular, S:surt, E:entra, ES:entra i surt, PJ:partits jugats, GM:gols marcats, GE:gols encaixats, TG:targetes grogues, TV:targetes vermelles \| groga \| groga + groga \| groga + vermella \| vermella \| sanció \| lesió \| baixa \| | T:titular, S:surt, E:entra, ES:entra i surt, PJ:partits jugats, GM:gols marcats, GE:gols encaixats, TG:targetes grogues, TV:targetes vermelles \| groga \| groga + groga \| groga + vermella \| vermella \| sanció \| lesió \| baixa \| | T:titular, S:surt, E:entra, ES:entra i surt, PJ:partits jugats, GM:gols marcats, GE:gols encaixats, TG:targetes grogues, TV:targetes vermelles \| groga \| groga + groga \| groga + vermella \| vermella \| sanció \| lesió \| baixa \| | T:titular, S:surt, E:entra, ES:entra i surt, PJ:partits jugats, GM:gols marcats, GE:gols encaixats, TG:targetes grogues, TV:targetes vermelles \| groga \| groga + groga \| groga + vermella \| vermella \| sanció \| lesió \| baixa \| | T:titular, S:surt, E:entra, ES:entra i surt, PJ:partits jugats, GM:gols marcats, GE:gols encaixats, TG:targetes grogues, TV:targetes vermelles \| groga \| groga + groga \| groga + vermella \| vermella \| sanció \| lesió \| baixa \| | T:titular, S:surt, E:entra, ES:entra i surt, PJ:partits jugats, GM:gols marcats, GE:gols encaixats, TG:targetes grogues, TV:targetes vermelles \| groga \| groga + groga \| groga + vermella \| vermella \| sanció \| lesió \| baixa \| | T:titular, S:surt, E:entra, ES:entra i surt, PJ:partits jugats, GM:gols marcats, GE:gols encaixats, TG:targetes grogues, TV:targetes vermelles \| groga \| groga + groga \| groga + vermella \| vermella \| sanció \| lesió \| baixa \| | T:titular, S:surt, E:entra, ES:entra i surt, PJ:partits jugats, GM:gols marcats, GE:gols encaixats, TG:targetes grogues, TV:targetes vermelles \| groga \| groga + groga \| groga + vermella \| vermella \| sanció \| lesió \| baixa \| | T:titular, S:surt, E:entra, ES:entra i surt, PJ:partits jugats, GM:gols marcats, GE:gols encaixats, TG:targetes grogues, TV:targetes vermelles \| groga \| groga + groga \| groga + vermella \| vermella \| sanció \| lesió \| baixa \| | T:titular, S:surt, E:entra, ES:entra i surt, PJ:partits jugats, GM:gols marcats, GE:gols encaixats, TG:targetes grogues, TV:targetes vermelles \| groga \| groga + groga \| groga + vermella \| vermella \| sanció \| lesió \| baixa \| | T:titular, S:surt, E:entra, ES:entra i surt, PJ:partits jugats, GM:gols marcats, GE:gols encaixats, TG:targetes grogues, TV:targetes vermelles \| groga \| groga + groga \| groga + vermella \| vermella \| sanció \| lesió \| baixa \| | T:titular, S:surt, E:entra, ES:entra i surt, PJ:partits jugats, GM:gols marcats, GE:gols encaixats, TG:targetes grogues, TV:targetes vermelles \| groga \| groga + groga \| groga + vermella \| vermella \| sanció \| lesió \| baixa \| | T:titular, S:surt, E:entra, ES:entra i surt, PJ:partits jugats, GM:gols marcats, GE:gols encaixats, TG:targetes grogues, TV:targetes vermelles \| groga \| groga + groga \| groga + vermella \| vermella \| sanció \| lesió \| baixa \| | T:titular, S:surt, E:entra, ES:entra i surt, PJ:partits jugats, GM:gols marcats, GE:gols encaixats, TG:targetes grogues, TV:targetes vermelles \| groga \| groga + groga \| groga + vermella \| vermella \| sanció \| lesió \| baixa \| | T:titular, S:surt, E:entra, ES:entra i surt, PJ:partits jugats, GM:gols marcats, GE:gols encaixats, TG:targetes grogues, TV:targetes vermelles \| groga \| groga + groga \| groga + vermella \| vermella \| sanció \| lesió \| baixa \| | T:titular, S:surt, E:entra, ES:entra i surt, PJ:partits jugats, GM:gols marcats, GE:gols encaixats, TG:targetes grogues, TV:targetes vermelles \| groga \| groga + groga \| groga + vermella \| vermella \| sanció \| lesió \| baixa \| | T:titular, S:surt, E:entra, ES:entra i surt, PJ:partits jugats, GM:gols marcats, GE:gols encaixats, TG:targetes grogues, TV:targetes vermelles \| groga \| groga + groga \| groga + vermella \| vermella \| sanció \| lesió \| baixa \| | Totals          | Totals          | 56 | 54 | 134 | 7  |
| groga | groga + groga | groga + vermella | vermella | sanció | lesió | baixa | | | | | | | | | | | | | | | | | | | | | | | | | | | | | | | | |                 |                 |    |    |     |    |

## Resultats i classificacions
| Copa Catalunya |

| 2 juny 2002    | FC L'Escala                                                                                             | 1 – 1 (3 – 1)   | EC Granollers | L'Escala                        |  |
| 18:00 1a ronda | Manu 13' (p.) Abel · Dídac, Joel, Vicenç, Xavi Sabaté · Masdevall, Pitu, Parés, Manu · Dani, Javi Prado | Mundo Deportivo | 40' Enric Pi Jiménez · Bellavista, Crivillé, Masoliver, Poyatos · Antolín, Marc Rodríguez, Arnau, Rubén Soler · Enric Pi, Àlex Pérez | Municipal · Martín Miras Soto · |  |

| Amistosos |

| 28 juliol 2002 | EC Granollers | 4 – 1 | EC Granollers (juvenil) | Granollers      |  |
| 20:00          |               |       |                         | Carrer Girona · |  |

| 4 agost 2002 | UE Vilassar de Mar | 2 – 1           | EC Granollers | Vilassar de Mar                    |  |
| 20:00        | Albert Martínez 66' 89' (p.) Carulla · Vergés, Jordi Rodríguez, Iván, Albert Ramos · Creus, Salmerón, Toni, Dani Santos · Johan, David | Mundo Deportivo | 32' Ramon Seco Pelegero · Elies, Crivillé, Gely, Toni Espiñeira · Antolín, Fran Rubio, Ramon Seco, Guerrero · Puigdesens, Estivi | Xevi Ramon · Manuel Soto Miranda · |  |

| 11 agost 2002 | EC Granollers | 3 – 1           | UE Sants                                                                                               | Granollers              |  |
| 20:00         | Monti 05' · Kourouma 12' · Antolín 77' Pelegero · Elies, Crivillé, Masoliver, Toni Espiñeira · Àlex Pérez, Gely, Xavi Pérez, Guerrero · Kourouma, Monti | Mundo Deportivo | 19' Jordi · Núñez · Agustí, Serrano, Álvaro, Víctor · Juanito, Javier, Torrejón, Fuentes · Jordi, Xavi | Carrer Girona · Ribas · |  |

| 15 agost 2002 | FC Cardedeu                                                                          | 0 – 1           | EC Granollers | Cardedeu                       |  |
| 18:00         | Arrébola Luis, Sebas, Toni, Zorreche Viale, Juan Carlos, Leal, Briones Patri, Andreu | Mundo Deportivo | 80' Guerrero Ochoa · Chus Durán, Bellavista, Marc Verdaguer, Colomo · Antolín, Ramon Seco, Vázquez, Putxe · Estivi, Oriol Vila | Municipal · Rodríguez Santos · |  |

| 18 agost 2002 | EC Granollers                                                                                        | 0 – 1           | CE Mataró | Granollers                          |  |
| 20:00         | Pelegero Elies, Gely, Crivillé, Toni Espiñeira Guerrero, Masoliver, Antolín, Putxe Puigdesens, Monti | Mundo Deportivo | 33' Wesley Barragán · Aitor, Ballús, Wesley, Luisinho · Jordi Canals, Quim Famada, Mario, Tarradellas · Martínez, Toni Mora | Carrer Girona · Salvador Martínez · |  |

| 22 agost 2002 | EC Granollers                                                                                                 | 0 – 0           | UDA Gramenet                                                                                | Granollers                              |  |
| 20:00         | Ochoa Elies, Gely, Marc Verdaguer, Toni Espiñeira Masoliver, Antolín, Crivillé, Xavi Pérez Puigdesens, Estivi | Mundo Deportivo | David Valle Siscu, Docando, Figini, Edu Pagès, Roberto, Pons, Raúl Caballero Matute, Alvero | Carrer Girona · Abraham Martínez Sáez · |  |

| 25 agost 2002 | EC Granollers | 5 – 0           | UA Horta                                                                            | Granollers                   |  |
| 20:00         | Kourouma 01' · Antolín 16' · Puigdesens 37' · Monti 72' · Crivillé 90' Pelegero · Elies, Marc Verdaguer, Bellavista, Toni Espiñeira · Xavi Pérez, Antolín, Vázquez, Masoliver · Puigdesens, Kourouma | Mundo Deportivo | Francis Cortizo, Leo, Cristian, Carlos Fran, Xavi López, Iván, Raso Vallespín, Eloi | Carrer Girona · Antón Cano · |  |

| 29 agost 2002 | EC Granollers | 3 – 0           | UD Taradell                                                                              | Granollers              |  |
| 20:30         | Puigdesens 30' · Guerrero 40' · Masoliver 51' · Kourouma 57' Pelegero · Elies, Crivillé, Gely, Toni Espiñeira · Xavi Pérez, Antolín, Vázquez, Putxe · Puigdesens, Guerrero | Mundo Deportivo | Aimar Riera, Vila, Lluís Pla, Cesc Pla Montalt, Estregués, Morcillo, Serra Salvi, Albert | Carrer Girona · Rivas · |  |

| 10 abril 2003 | EC Granollers | 1 – 4           | CE Sabadell FC | Granollers      |  |
|               |               | Mundo Deportivo | Orife          | Carrer Girona · |  |

| Tercera Divisió |

| 1 setembre 2002                                                           | EC Granollers                                                                                             | 3 – 0                                                       | UE Castelldefels | Granollers                                                |  |
| 18:00 Impugnat per alineació indeguda (Aguilera; Castelldefels) Jornada 1 | Pelegero Elies, Toni Espiñeira, Crivillé, Gely Xavi Pérez, Masoliver, Antolín, Putxe Puigdesens, Guerrero | Mundo Deportivo (1) Mundo Deportivo (2) Mundo Deportivo (3) | 31' (p.) José Manuel · 45+1' 62' Quini · 93' Dani Giraldi · Aguilera, Óscar Sánchez, Paquito, Peña · Ramonet, Alberto, Quique, José Manuel · Quini, Rubio | Carrer Girona · 150 espectadors · David Gracia Lafuente · |  |

| 8 setembre 2002 | FC Palafrugell                                                                                    | 1 – 0           | EC Granollers                                                                                                  | Palafrugell                                                    |  |
| 18:00 Jornada 2 | Callicó 86' Iván · Álex, Reyes, Banal, Boadas · Ramírez, Quer, Tarruella, Callicó · Mario, Santos | Mundo Deportivo | Ochoa Xavi Pérez, Toni Espiñeira, Marc Verdaguer, Gely Antolín, Monti, Ramon Seco, Guerrero Puigdesens, Estivi | Josep Pla i Arbonés · 400 espectadors · David Parisi Monreal · |  |

| 11 setembre 2002 | EC Granollers | 1 – 0           | CF Peralada                                                                                    | Granollers                                                |  |
| 16:30 Jornada 3  | Puigdesens 55' Ochoa · Xavi Pérez, Toni Espiñeira, Marc Verdaguer, Gely · Antolín, Monti, Ramon Seco, Guerrero · Puigdesens, Estivi | Mundo Deportivo | Padern Xavi Sánchez, Jonathan, Villaplana, Oronoz José, Sergi, Damià, Estefan Planagumà, Diego | Carrer Girona · 300 espectadors · Manuel Medina Cabello · |  |

| 15 setembre 2002 | UE Sant Andreu                                                                                          | 2 – 1           | EC Granollers | Sant Andreu de Palomar, Barcelona         |  |
| 12:00 Jornada 4  | Ángel 75' · Núñez 89' Rodri · Ariza, Rubén, Luna, Jaume · Marc Pujol, Pibe, Polo, Rúa · Ángel, Expósito | Mundo Deportivo | 30' Toni Espiñeira · Ochoa · Elies, Toni Espiñeira, Marc Verdaguer, Gely · Xavi Pérez, Antolín, Ramon Seco, Guerrero · Estivi, Puigdesens | Narcís Sala · Gonzalo Aguilera Hernando · |  |

| 22 setembre 2002 | EC Granollers | 2 – 1           | CE Manresa | Granollers                                             |  |
| 16:30 Jornada 5  | Antolín 47' · Puigdesens 81' (p.) Ochoa · Elies, Toni Espiñeira, Marc Verdaguer, Gely · Xavi Pérez, Antolín, Ramon Seco, Masoliver · Puigdesens, Guerrero | Mundo Deportivo | 12' Roger · Nogués · Moisés, Romà Biols, Ribalta, Iván López · Vilaseca, Iván Torres, Cano, Nacho · Beltrán, Roger | Carrer Girona · 200 espectadors · Jordi Liarte Pérez · |  |

| 29 setembre 2002 | AD Guíxols | 3 – 1           | EC Granollers | Sant Feliu de Guíxols                                               |  |
| 18:00 Jornada 6  | Patri 01' 76' · Carballo 44' (p.) Miguel · Zorrilla, Farrés, Fitó, Priego · Toni, Segalés, Álex, Carballo · Gallén, Patri | Mundo Deportivo | 87' Puigdesens · Ochoa · Elies, Toni Espiñeira, Crivillé, Gely · Xavi Pérez, Oriol Vila, Ramon Seco, Guerrero · Puigdesens, Antolín | Josep Sunyer i Arxer · 300 espectadors · Ezequiel Reguera Reguera · |  |

| 6 octubre 2002  | CF Balaguer | 1 – 2           | EC Granollers | Balaguer                         |  |
| 17:00 Jornada 7 | Menchón 14' · Pipo · Sánchez Jara, Ortiz, Esteve, Tenorio · Ermengol, Menchón, Àlex Bonet, Juli · Viladegut, Juanjo | Mundo Deportivo | 70' Puigdesens · 91' Estivi Ochoa · Elies, Bellavista, Crivillé, Gely · Antolín, Putxe, Ramon Seco, Rubén Soler · Puigdesens, Guerrero | Municipal · Raúl García García · |  |

| 13 octubre 2002 | EC Granollers                                                                                         | 0 – 0           | AEC Manlleu                                                                                  | Granollers                              |  |
| 16:30 Jornada 8 | Ochoa Elies, Toni Espiñeira, Crivillé, Gely Antolín, Vázquez, Monti, Rubén Soler Puigdesens, Guerrero | Mundo Deportivo | Santos Àlex Ortiz, Edu Dot, Ernest, Calderón Godayol, Guillem, Vaqué, Casas Edu Torra, Jaume | Carrer Girona · Ángel Marné Caballero · |  |

| 20 octubre 2002 | CF Badalona | 3 – 3           | EC Granollers | Badalona                                    |  |
| 17:00 Jornada 9 | Francisco 12' 60' · Salvanyà 33' · Eduardo · Vacas, Pau, Guinau, Vicente · Marcial, Cámara, Jota, Pablo · Salvanyà, Francisco | Mundo Deportivo | 01' Vázquez · 75' (p.) Oriol Vila · 88' Puigdesens Ochoa · Elies, Toni Espiñeira, Crivillé, Marc Verdaguer · Antolín, Putxe, Oriol Vila, Vázquez · Puigdesens, Guerrero | Camp del Centenari · David Miranda Torres · |  |

| 27 octubre 2002  | EC Granollers | 1 – 1           | Girona FC | Granollers                                              |  |
| 16:30 Jornada 10 | Puigdesens 11' Pelegero · Elies, Bellavista, Crivillé, Gely · Xavi Pérez, Putxe, Vázquez, Antolín · Puigdesens, Oriol Vila | Mundo Deportivo | 42' Marcos Fran · Jose, Garagarza, Padilla, Dani Aso · Marcos, Melero · Javi García, Matamala, Juli · Vinuesa | Carrer Girona · 600 espectadors · Òscar Bergadà Braña · |  |

| 3 novembre 2002  | CE Europa | 1 – 1           | EC Granollers | Vila de Gràcia, Barcelona                                         |  |
| 12:00 Jornada 11 | Marc Pérez 14' (p.) Álex · Sergio, Mascarell, Ruiz, Sito Martínez · Marc Pérez, Aleix, Ketxus, Nogueiro · Fido, Ros | Mundo Deportivo | 87' Bellavista Pelegero · Elies, Bellavista, Crivillé, Marc Verdaguer · Xavi Pérez, Putxe, Vázquez, Antolín · Puigdesens, Oriol Vila | Nou Sardenya · 700 espectadors · Pedro María Carrasco Rodríguez · |  |

| 10 novembre 2002 | EC Granollers | 4 – 0           | CD Tortosa                                                                       | Granollers                                              |  |
| 16:30 Jornada 12 | Guerrero 17' · Antolín 39' 59' · Crivillé 73' Pelegero · Xavi Pérez, Bellavista, Crivillé, Marc Verdaguer · Antolín, Guerrero, Monti, Estivi · Puigdesens, Oriol Vila | Mundo Deportivo | Chema Ángel, Puig, Enrique, España Amador, Fernando, Yiyi, Archi Gilabert, Sergi | Carrer Girona · 500 espectadors · Josep Sierra Cónsul · |  |

| 17 novembre 2002 | UE Vilassar de Mar | 2 – 1           | EC Granollers | Vilassar de Mar                                        |  |
| 12:00 Jornada 13 | Cebrià 60' · Dani Santos 85' Carulla · Vergés, Jordi Rodríguez, José, Albert Martínez · Chus, Salmerón, Toni, Raúl · Cebrià, Pol | Mundo Deportivo | 35' Puigdesens · Pelegero · Elies, Bellavista, Toni Espiñeira, Xavi Pérez · Antolín, Putxe, Monti, Estivi · Puigdesens, Oriol Vila | Xevi Ramon · 300 espectadors · Gustavo Rebollo López · |  |

| 24 novembre 2002 | EC Granollers | 3 – 2           | UE Tàrrega | Granollers                                                      |  |
| 16:30 Jornada 14 | Elies 16' · Rubén Soler 53' · Estivi 81' Pelegero · Elies, Bellavista, Crivillé, Xavi Pérez · Rubén Soler, Putxe, Vázquez, Estivi · Puigdesens, Monti | Mundo Deportivo | 88' Lucha · 90' Palanca · Ballesteros · Esteve, Soto, Mayoral, Sanromán · Palanca, Naranjo, Àlex Ortiz, Prats · Garrofé, Mariani | Carrer Girona · 250 espectadors · Miguel Ángel Sánchez Claver · |  |

| 1 desembre 2002  | AE Prat                                                                          | 0 – 0           | EC Granollers                                                                                                  | El Prat de Llobregat                            |  |
| 12:00 Jornada 15 | Álex Fran, Zenon, Milla, Joselito Pedro, Paredes, Carlitos, Villegas Ismael, Lay | Mundo Deportivo | Pelegero Xavi Pérez, Bellavista, Crivillé, Toni Espiñeira Antolín, Vázquez, Monti, Estivi Puigdesens, Guerrero | Fondo d'en Peixo · Guillermo Valiente Andaluz · |  |

| 8 desembre 2002  | EC Granollers | 1 – 1           | CF Vilanova | Granollers                                              |  |
| 16:30 Jornada 16 | Antolín 14' Pelegero · Elies, Bellavista, Crivillé, Toni Espiñeira · Antolín, Monti, Vázquez, Estivi · Puigdesens, Guerrero | Mundo Deportivo | 50' Luismi Massana · Gimeno, Valldosera, Víctor Durán, Maceda · Javi González, Juanje, Iván, Santi Triguero · Luismi, David Ávila | Carrer Girona · 250 espectadors · Ernesto Gómez Hoyas · |  |

| 15 desembre 2002 | FC Barcelona C | 3 – 0           | EC Granollers                                                                                                 | Barcelona                               |  |
| 18:00 Jornada 17 | Xavi Seco 49' · Tato 65' · Víctor Curto 77' Urko · Xavi Seco, Rodri, Andreu, Javi · Marín, Carroza, Cristian, Felipe · Tato, Dorca | Mundo Deportivo | Pelegero Elies, Toni Espiñeira, Crivillé, Xavi Pérez Rubén Soler, Antolín, Monti, Estivi Puigdesens, Guerrero | Mini Estadi · Jorge Salvador Martínez · |  |

| 22 desembre 2002 | EC Granollers | 2 – 0           | UDA Gramenet B                                                                 | Granollers                                                       |  |
| 16:30 Jornada 18 | Estivi 23' 64' Pelegero · Elies, Toni Espiñeira, Gely, Xavi Pérez · Antolín, Vázquez, Monti, Estivi · Puigdesens, Guerrero | Mundo Deportivo | Edu Siscu, Moyano, Kiku Rimblas, Jorge Sergi, Carlos Peque, Dimas, Rojals Iván | Carrer Girona · 400 espectadors · David Jorge Conejo Rodríguez · |  |

| 5 gener 2003     | CE Premià | 1 – 1           | EC Granollers | Premià de Mar                                         |  |
| 12:00 Jornada 19 | Rubén Casado 74' Mora · Rueda, Lluís, Miguel Ángel, Puigbó · Marc Velasco, Albert, Rubén Casado, David · Edu, Delmàs | Mundo Deportivo | 38' Estivi Pelegero · Elies, Bellavista, Gely, Toni Espiñeira · Antolín, Putxe, Vázquez, Xavi Pérez · Estivi, Monti | Municipal · 700 espectadors · Francisco Oliva Bueno · |  |

| 12 gener 2003    | UE Castelldefels | 1 – 0           | EC Granollers                                                                                      | Castelldefels                         |  |
| 12:00 Jornada 20 | Aldrich 33' José Antonio · Aguilera, Óscar Sánchez, Juli, Roma · Aldrich, Alberto, José Manuel, Ramonet · Quini, Bisbal | Mundo Deportivo | Pelegero Elies, Bellavista, Gely, Toni Espiñeira Antolín, Putxe, Oriol Vila, Vázquez Estivi, Monti | Els Canyars · Celso Capdequí Blanch · |  |

| 19 gener 2003    | EC Granollers | 1 – 2           | FC Palafrugell | Granollers                                                      |  |
| 16:30 Jornada 21 | Guerrero 65' · Pelegero · Bellavista, Crivillé, Gely, Marc Verdaguer · Rubén Soler, Putxe, Rubén Salvador, Monti · Estivi, Fran Rubio | Mundo Deportivo | 30' Callicó · 92' Mario Sepu II · Álex, Pérez, Banal, Boadas · Callicó, Sepu I, Olivares, Ramírez · Mario, Santos | Carrer Girona · 300 espectadors · Miguel María García Jiménez · |  |

| 26 gener 2003    | CF Peralada                                                                                          | 2 – 3           | EC Granollers | Peralada                                                |  |
| 16:30 Jornada 22 | Teixi 45' 59' · Padern · Jonathan, Abel, Pitu, Armengol · Diego, Martínez, Toti, Teixi · Cano, Damià | Mundo Deportivo | 27' Antolín · 49' Estivi · 66' Rubén Soler Ochoa · Xavi Pérez, Crivillé, Gely, Toni Espiñeira · Antolín, Rubén Salvador, Fran Rubio, Monti · Estivi, Guerrero | Municipal · 200 espectadors · José Fernández Martínez · |  |

| 2 febrer 2003    | EC Granollers                                                                                             | 0 – 1           | UE Sant Andreu                                                                                   | Granollers                                  |  |
| 16:30 Jornada 23 | Ochoa Elies, Bellavista, Gely, Toni Espiñeira Antolín, Rubén Salvador, Fran Rubio, Guerrero Estivi, Monti | Mundo Deportivo | 40' Ballús Rodri · Ballús, Rubén, Jaume, Luna · Puchi, Manel, Marc Pujol, Álex · Núñez, Expósito | Carrer Girona · Gonzalo Aguilera Hernando · |  |

| 9 febrer 2003    | CE Manresa | 2 – 0           | EC Granollers                                                                                                  | Manresa                                     |  |
| 17:00 Jornada 24 | Iván Torres 25' · Cristian 89' Nogués · Moisés, Romà Biols, Ribalta, Iván López · Mario, Iván Torres, Cano, Nacho · Beltrán, Roger | Mundo Deportivo | Pelegero Elies, Bellavista, Toni Espiñeira, Gely Xavi Pérez, Antolín, Oriol Vila, Rubén Soler Estivi, Guerrero | Nou Congost · Miguel Ángel Sánchez Claver · |  |

| 16 febrer 2003   | EC Granollers                                                                                                 | 0 – 1           | AD Guíxols                                                                                                  | Granollers                                                         |  |
| 16:30 Jornada 25 | Pelegero Elies, Toni Espiñeira, Fran Rubio, Gely Xavi Pérez, Antolín, Monti, Guerrero Puigdesens, Rubén Soler | Mundo Deportivo | 55' Segalés Bayona · Farrés, Zorrilla, César, Toni · Segalés, Carballo, Òscar García, Pujol · Priego, Patri | Carrer Girona · 300 espectadors · Pedro María Carrasco Rodríguez · |  |

| 23 febrer 2003   | EC Granollers | 2 – 0           | CF Balaguer                                                                  | Granollers                              |  |
| 16:30 Jornada 26 | Monti 07' 57' Pelegero · Elies, Bellavista, Marc Verdaguer, Gely · Xavi Pérez, Crivillé, Fran Rubio, Rubén Soler · Estivi, Monti | Mundo Deportivo | Àlex Tete, Padilla, Ortiz, Fontova Fuentes, Tenorio, Emili, Juli Pros, Nando | Carrer Girona · Celso Capdequí Blanch · |  |

| 2 març 2003      | AEC Manlleu                                                                                      | 0 – 1           | EC Granollers | Manlleu                           |  |
| 16:30 Jornada 27 | Santos Calderón, Edu Dot, Ernest, Serrabassa Joanet, Àlex Ortiz, Sergio, Torrents Godayol, Jaume | Mundo Deportivo | 71' Monti Pelegero · Elies, Bellavista, Toni Espiñeira, Marc Verdaguer · Monti, Crivillé, Oriol Vila, Rubén Soler · Estivi, Antolín | Municipal · Josep Sierra Cónsul · |  |

| 9 març 2003      | EC Granollers | 4 – 4           | CF Badalona | Granollers                                                                |  |
| 16:30 Jornada 28 | Estivi 52' · Gely 57' · Toni Espiñeira 65' · Rubén Soler 78' Pelegero · Elies, Toni Espiñeira, Marc Verdaguer, Gely · Rubén Soler, Crivillé, Fran Rubio, Puigdesens · Manel Sala, Rubén Salvador | Mundo Deportivo | 23' 76' Salvanyà · 25' Blanco · 39' Francisco · Eduardo · Vacas, Rubén, Cámara, Vicente · Yann, Jota, Masnou, Pablo · Blanco, Salvanyà | Carrer Girona · 400 espectadors · David Parisi Monreal · Girón · Blasco · |  |

| 16 març 2003     | Girona FC                                                                                      | 0 – 0           | EC Granollers | Montilivi, Girona                                                     |  |
| 17:00 Jornada 29 | Jordi Jose, Raül Agné, Garagarza, Txiki Pep Pagès, Melero Javi García, Matamala, Arnau Vinuesa | Mundo Deportivo | Ochoa Xavi Pérez, Bellavista, Marc Verdaguer, Toni Espiñeira Antolín, Gely, Crivillé, Guerrero Estivi, Puigdesens | Municipal de Montilivi · 700 espectadors · Xavier Estrada Fernández · |  |

| 23 març 2003     | EC Granollers | 3 – 0           | CE Europa                                                                            | Granollers                              |  |
| 16:30 Jornada 30 | Estivi 15' · Gely 51' · Rubén Soler 75' Pelegero · Xavi Pérez, Bellavista, Marc Verdaguer, Toni Espiñeira · Antolín, Gely, Vázquez, Guerrero · Estivi, Puigdesens | Mundo Deportivo | Candy Sergio, Ortuño, Ketxus, Roberto Corominas, Fido, Garrido, Juanjo Nogueiro, Ros | Carrer Girona · Abraham Martínez Sáez · |  |

| 30 març 2003     | CD Tortosa                                                                          | 0 – 3           | EC Granollers | Tortosa                                                      |  |
| 17:00 Jornada 31 | Povill Ángel, David Cid, José Carlos, Johan Amador, Adell, Yiyi, Solla Lluís, Sergi | Mundo Deportivo | 44' Rubén Soler · 69' 73' Puigdesens Pelegero · Xavi Pérez, Bellavista, Marc Verdaguer, Toni Espiñeira · Antolín, Gely, Monti, Rubén Soler · Estivi, Puigdesens | Municipal · 350 espectadors · Francisco Cardosa Montesinos · |  |

| 6 abril 2003     | EC Granollers | 2 – 2           | UE Vilassar de Mar | Granollers                            |  |
| 16:30 Jornada 32 | Antolín 56' 95' · Pelegero · Xavi Pérez, Bellavista, Toni Espiñeira, Gely · Antolín, Fran Rubio, Rubén Salvador, Rubén Soler · Fabià, Puigdesens | Mundo Deportivo | 22' Dani Santos · 38' Xavi Morón Jordi · Vergés, Jordi Rodríguez, José, Xavi Morón · Creus, Salmerón, Pol, Dani Santos · Albert Martínez, Edgar | Carrer Girona · Bartomeu Jerez Riba · |  |

| 13 abril 2003    | UE Tàrrega | 1 – 1                    | EC Granollers | Tàrrega                                              |  |
| 17:00 Jornada 33 | Vílchez 80' Craviotto · Esteve, Mayoral, Naranjo, Sanromán · Prats, Àlex Ortiz, Mariani, Rabert · Garrofé, Piti | Mundo Deportivo El Segre | 43' (p.) Oriol Vila Marc Bellés · Xavi Pérez, Bellavista, Marc Verdaguer, Gely · Antolín, Rubén Salvador, Oriol Vila, Guerrero · Monti, Puigdesens | La Plana · 350 espectadors · David Gracia Lafuente · |  |

| 27 abril 2003    | EC Granollers | 2 – 3           | AE Prat | Granollers                               |  |
| 16:30 Jornada 34 | Gely 49' 89' (p.) Marc Bellés · Xavi Pérez, Bellavista, Marc Verdaguer, Gely · Antolín, Navarro, Vázquez, Fabià · Estivi, Monti | Mundo Deportivo | 36' 51' 85' Lay Álex · Carlos Andrés, Surrallés, Robert, Lucas · Chiri, Parralejo, Milla, Sanchís · Carlitos, Lay | Carrer Girona · José Luis Calvo Franco · |  |

| 1 maig 2003      | CF Vilanova | 3 – 2           | EC Granollers | Vilanova i la Geltrú                                      |  |
| 17:00 Jornada 35 | David Ávila 35' 82' · Puado 40' Massana · Javi González, Valldosera, Gimeno, Fede · Maceda, Juanje, Puado, Santi Triguero · Luismi, David Ávila | Mundo Deportivo | 26' Puigdesens · 32' Navarro Ochoa · Xavi Pérez, Bellavista, Rubén Salvador, Gely · Rubén Soler, Navarro, Oriol Vila, Guerrero · Estivi, Puigdesens | Alumnes Obrers · 1300 espectadors · Josep Sierra Cónsul · |  |

| 4 maig 2003      | EC Granollers | 1 – 3           | FC Barcelona C | Granollers                                               |  |
| 16:30 Jornada 36 | Guerrero 12' · Ochoa · Xavi Pérez, Bellavista, Rubén Salvador, Gely · Vázquez, Navarro, Rubén Soler, Monti · Estivi, Guerrero | Mundo Deportivo | 25' Cristian · 35' 70' Tato Urko · Javi, Rodri, Carroza, Borrego · Tato, Peña, Cristian, Felipe · Víctor Curto, Dorca | Carrer Girona · 450 espectadors · Félix Hueto Orgillés · |  |

| 11 maig 2003     | UDA Gramenet B | 5 – 1           | EC Granollers | Santa Coloma de Gramenet                                 |  |
| 17:00 Jornada 37 | Valentín 12' 55' · Sergi 27' (p.) 68' · Iván 62' Navarro · Jarabo, Moyano, Kiku Rimblas, Siscu · Sergi, Carlos · Iván, Berrocal, Pareja · Valentín | Mundo Deportivo | 32' Rubén Soler · Pelegero · Elies, Bellavista, Marc Verdaguer, Gely · Xavi Pérez, Navarro, Oriol Vila, Rubén Soler · Estivi, Puigdesens | Can Peixauet · 300 espectadors · Abraham Martínez Sáez · |  |

| 18 maig 2003     | EC Granollers | 3 – 2           | CE Premià | Granollers                                                   |  |
| 18:00 Jornada 38 | Bellavista 05' · Antolín 87' · Elies 91' (p.) Pelegero · Elies, Bellavista, Marc Verdaguer, Xavi Pérez · Antolín, Monti, Oriol Vila, Guerrero · Estivi, Puigdesens | Mundo Deportivo | 03' Artigas · 14' Delmàs · Mora · Rueda, David, Castillo, Puigbó · Marc Velasco, Dani Medina, Artigas, Toni · Rubén Casado, Delmàs | Carrer Girona · 200 espectadors · Xavier Estrada Fernández · |  |

| Posició | J  | G  | E  | P  | GF | GC | DG | Punts |
| ------- | -- | -- | -- | -- | -- | -- | -- | ----- |
| 11è     | 38 | 13 | 11 | 14 | 56 | 54 | 2  | 50    |